# کینگ رکوردز (ژاپن)
کینگ رکوردز (انگلیسی: King Record Co., Ltd.)؛ (ژاپنی: キングレコード株式会社) یک ناشر موسیقی ژاپنی است که در ژانویه ۱۹۳۱ به‌عنوان بخشی از ناشر ژاپنی کودانشا بنیان‌گذاری شد.
این شرکت در ابتدا به‌عنوان یک نهاد مستقل در دهه ۱۹۵۰ آغاز به کار کرد و مدتی بعد بخشی از گروه اوتاوا شد. امروزه کینگ رکوردز یکی از بزرگترین شرکت‌های ناشر موسیقی ژاپن به شمار می‌رود که متعلق به یک نهاد چند ملیتی نیست. دفتر مرکزی این لیبل در بونکیو-کو، توکیو واقع است.
نام این لیبل در واقع برگرفته از مجله تعطیل‌شده کینگو (Kingu) است که توسط کودانشا از سال ۱۹۲۴ تا ۱۹۵۷ منتشر می‌شد.

## گزیده هنرمندان
- میهو ناکایاما
- تومومی ایتانو
- آتسوکو مائدا
- ای‌کی‌بی ۴۸
- مومولند
- موموئیرو کلوور زد
- هاروکا فوکوهارا
- بلاک بی
- یوکی اوچیدا
- نانا میزوکی
- ریوکو شیرایشی
- آی نوناکا
- سومیره اوئه‌ساکا
- اینوری میناسه
- یوئی هوریئه
- آیمی

## گزیده هنرمندان پیشین
- ای‌کی‌بی ۴۸
- چیج اند اسکا
- اری کیتامورا
- جی‌فرند
- ماسومی آسانو
- میکاکو کوماتسو
- مگومی هایاشی‌بارا
- مینوری چیهارا
- سونگ شی-کیونگ
- یوی ساکاکیبارا
- یوی اوگورا
- یوکاری تامورا